# بان دروهاردي
بان دروهاردي (الاسم العلمي: Moringa drouhardii ) هو نوع نباتي يتبع جنس البان من الفصيلة البانية.  